# Carl August Stieler
Carl August Stieler, född 18 juli  1780 i Beyerfeld i Erzgebirge, död 15 april 1822 i Stockholm, var en tyskfödd svensk operasångare (bas), sångpedagog och tonsättare.
Stieler var elev i Thomaskyrkan under åren 1792–1799 och blev student i Leipzig 1802. Samma år anställdes han vid Kungliga Operan i Stockholm tack vare sin djupa stämma, men han kunde knappt användas där till annat än Sarastro i Trollflöjten) på grund av sin bristande skådespelartalang. Han blev i stället sångmästare där 1812.
Han var dessutom kantor i S:t Jacobs kyrka 1809–1822 och sånglärare i koral- elementar- och körsång vid musikaliska akademiens undervisningsverk från 1814 fram till sin död. Ledamot i detta sällskap blev han 1818.
Stieler gav ut Lärobok i de första grunderna för musik och sång (1820) samt komponerade musik till skådespelet Korsfararne och trion Svearna fordomdags drucko ur horn. Han gav också ut en granskning av Haeffners koralbok.